# سیارک ۵۱۲۸
سیارک ۵۱۲۸ (به انگلیسی: 5128 Wakabayashi، نامگذاری:1989FJ) پنج هزار و صد و بیست و هشتمین سیارک کشف شده‌است که در ۳۰ مارس ۱۹۸۹ کشف شد.
قدر مطلق سیارک برابر ۱۲٫۲۰ است.